# Maroboduus
Maroboduus (ook wel Marbod genoemd, hoewel deze naam een latere reconstructie is) is een aanvoerder van de Marcomannen in de 1e eeuw n.Chr.
Maroboduus bracht zijn jeugd door in Rome, waarschijnlijk als onderpand voor het gedrag van zijn ouders. Het nemen van gijzelaars was in die tijd een reguliere praktijk. Strabo meldt verder dat hij een favoriet van Augustus was. Bij zijn terugkeer naar het gebied van de Marcomannen, greep hij de macht, waarschijnlijk gesteund door de Romeinen met het oogmerk een marionettenregering te installeren.
Hij handhaafde een strenge discipline onder zijn troepen (bijna Romeins, aldus Velleius Paterculus) en kon op het hoogtepunt van zijn macht 70.000 voet-soldaten en 4000 ruiters in het veld brengen. Tegenover de Romeinen was zijn beleid niet te provoceren, maar hen er wel van te overtuigen dat de Marcomannen zich konden verweren. Maroboduus sloot met Tiberius een vredesverdrag, waarmee hij zich in feite onderwierp.
In (ca.) 17 n.Chr. riep hij zich tot koning van de Sueben uit, waarmee hij een fors gedeelte van zijn landgenoten tegen zich in het harnas joeg. Hij kwam in conflict met de Cherusken, maar de Semnonen en Longobarden kozen de kant van Arminius. Inguiomerus, de oom van Arminius, koos echter de kant van Maroboduus, naar hij zei omdat hij te oud was om naar de bevelen van zijn neef te luisteren. Maroboduus stelde hem ten voorbeeld aan de stammen die de kant van Arminius hadden gekozen.
Het kwam tot een veldslag die Maroboduus verloor. Hierna wordt zijn positie erg wankel en kort daarop werd hij op instigatie van Drusus door de eerder door Maroboduus verbannen Catualda tijdens een coup afgezet. Maroboduus vluchtte hierna over de Donau naar Romeins gebied, en bracht de rest van zijn leven als balling in Ravenna door.

## Antieke bronnen
- Strabo, Geographia VII, 1.
- Velleius Paterculus, Historia Romana II 108-111.
- Publius Cornelius Tacitus, Annales.